# Diocesi di Chulucanas
La diocesi di Chulucanas (in latino Dioecesis Chulucanensis) è una sede della Chiesa cattolica in Perù suffraganea dell'arcidiocesi di Piura. Nel 2023 contava 408.000 battezzati su 479.000 abitanti. È retta dal vescovo Cristóbal Bernardo Mejía Corral.

## Territorio
La diocesi comprende tre province della regione peruviana di Piura: Ayabaca, Huancabamba, Morropón.
Sede vescovile è la città di Chulucanas, dove si trova la cattedrale della Sacra Famiglia.
Il territorio è suddiviso in 24 parrocchie.

## Storia
La prelatura territoriale di Chulucanas fu eretta il 4 marzo 1964 con la bolla Venerabilis Frater di papa Paolo VI, ricavandone il territorio dalla diocesi di Piura (oggi arcidiocesi).
Originariamente suffraganea dell'arcidiocesi di Trujillo, il 30 giugno 1966 è entrata a far parte della provincia ecclesiastica di Piura.
Il 17 giugno 1974, con la lettera apostolica Quantum recta, lo stesso papa Paolo VI proclamò la Sacra Famiglia di Nazareth patrona principale della prelatura territoriale.
Il 12 dicembre 1988 la prelatura è stata elevata a diocesi con la bolla Quoniam praelaticia di papa Giovanni Paolo II.

## Cronotassi dei vescovi
Si omettono i periodi di sede vacante non superiori ai 2 anni o non storicamente accertati.
- Juan Conway McNabb, O.S.A. † (4 marzo 1964 - 28 ottobre 2000 ritirato)
- Daniel Thomas Turley Murphy, O.S.A. (28 ottobre 2000 succeduto - 2 aprile 2020 ritirato)
- Cristóbal Bernardo Mejía Corral, dal 2 aprile 2020

## Statistiche
La diocesi nel 2023 su una popolazione di 479.000 persone contava 408.000 battezzati, corrispondenti all'85,2% del totale.
| anno | popolazione | popolazione | popolazione | presbiteri | presbiteri | presbiteri | presbiteri                | diaconi | religiosi | religiosi | parrocchie |
| anno | battezzati  | totale      | %           | numero     | secolari   | regolari   | battezzati per presbitero | diaconi | uomini    | donne     | parrocchie |
| ---- | ----------- | ----------- | ----------- | ---------- | ---------- | ---------- | ------------------------- | ------- | --------- | --------- | ---------- |
| 1966 | 277.000     | 277.000     | 100,0       | 24         | 11         | 13         | 11.541                    |         | 20        | 12        | 10         |
| 1970 | 270.064     | 277.064     | 97,5        | 37         | 11         | 26         | 7.299                     |         | 30        | 32        | 16         |
| 1976 | 300.576     | 315.469     | 95,3        | 32         | 11         | 21         | 9.393                     | 1       | 24        | 39        | 15         |
| 1980 | 329.000     | 345.000     | 95,4        | 38         | 9          | 29         | 8.657                     | 2       | 38        | 43        | 15         |
| 1990 | 424.150     | 458.450     | 92,5        | 39         | 14         | 25         | 10.875                    | 1       | 27        | 66        | 16         |
| 1999 | 427.000     | 450.000     | 94,9        | 34         | 17         | 17         | 12.558                    | 1       | 19        | 56        | 16         |
| 2000 | 412.883     | 434.614     | 95,0        | 35         | 19         | 16         | 11.796                    | 1       | 17        | 57        | 16         |
| 2001 | 412.883     | 434.614     | 95,0        | 37         | 21         | 16         | 11.159                    | 1       | 17        | 57        | 16         |
| 2002 | 417.600     | 480.000     | 87,0        | 31         | 18         | 13         | 13.470                    | 2       | 15        | 48        | 16         |
| 2003 | 420.000     | 480.000     | 87,5        | 28         | 18         | 10         | 15.000                    | 2       | 15        | 42        | 16         |
| 2004 | 419.000     | 485.000     | 86,4        | 29         | 19         | 10         | 14.448                    | 2       | 16        | 43        | 16         |
| 2006 | 435.000     | 485.000     | 89,7        | 32         | 22         | 10         | 13.593                    | 1       | 17        | 37        | 18         |
| 2013 | 470.000     | 526.000     | 89,4        | 50         | 31         | 19         | 9.400                     | 1       | 26        | 42        | 22         |
| 2016 | 404.388     | 475.155     | 85,1        | 55         | 35         | 20         | 7.352                     | 1       | 32        | 41        | 22         |
| 2019 | 417.450     | 490.500     | 85,1        | 59         | 42         | 17         | 7.075                     | 1       | 23        | 39        | 23         |
| 2021 | 399.819     | 470.376     | 85,0        | 51         | 34         | 17         | 7.839                     | 5       | 25        | 41        | 23         |
| 2023 | 408.000     | 479.000     | 85,2        | 48         | 32         | 16         | 8.500                     | 5       | 19        | 42        | 24         |